# Zakład Samochodów Dostawczych
ZSD (polsky Zakład Samochodów Dostawczych) později Nysa Motor, je zaniklá automobilka založená roku 1952 v Polsku. Továrna byla umístěna ve městě Nisa. Firma vyráběla vozidla Nysa, Polonez Truck a Truck Plus, Citroën C15 a Berlingo.

## Modely
- Nysa N57, N58, N59, N60, N61, N63, 501 (1958–1969)
- Nysa 521 a 522 (1969–1994)
- FSO Polonez Truck (1988–1992)
- FSO Polonez Truck (1992–1997)
- Daewoo-FSO Polonez Truck Plus (1997–2003)
- Citroën C15 (1995–2001)
- Citroën Berlingo (1998–2002)

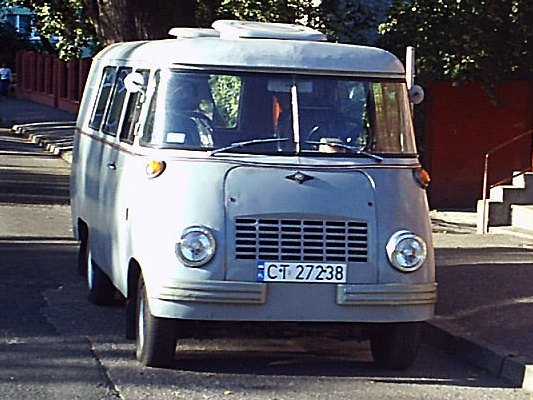
Nysa N61
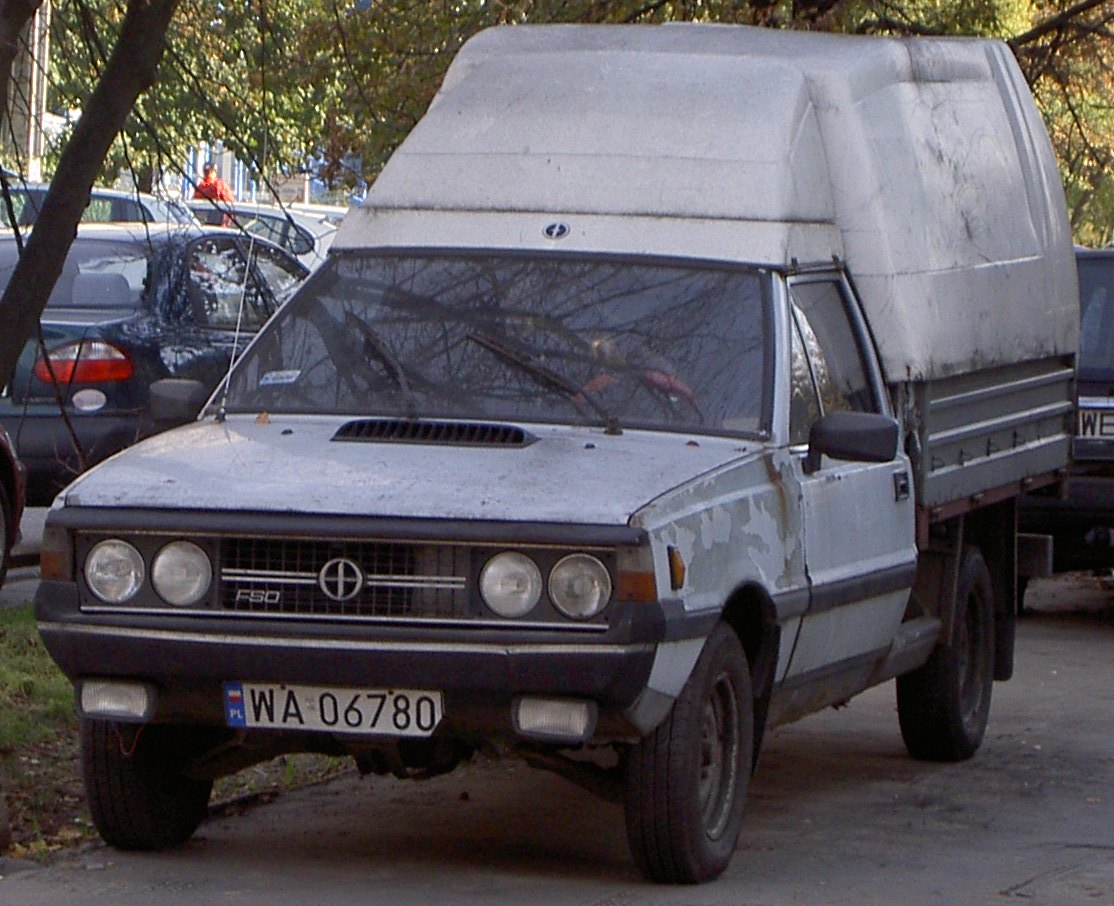
Polonez Truck
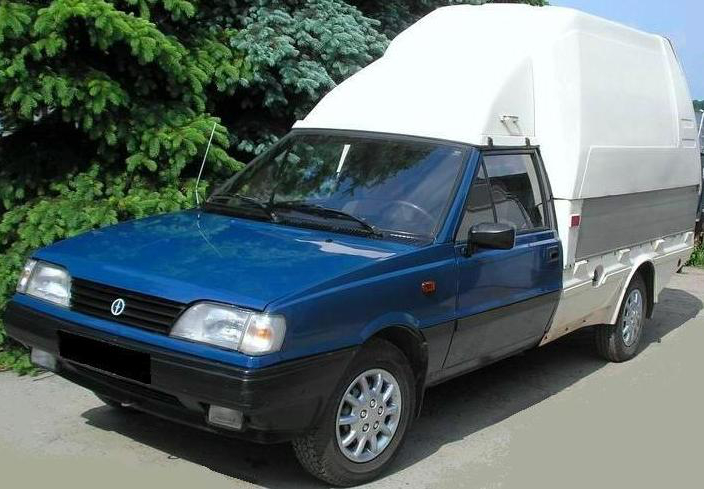
Polonez Truck
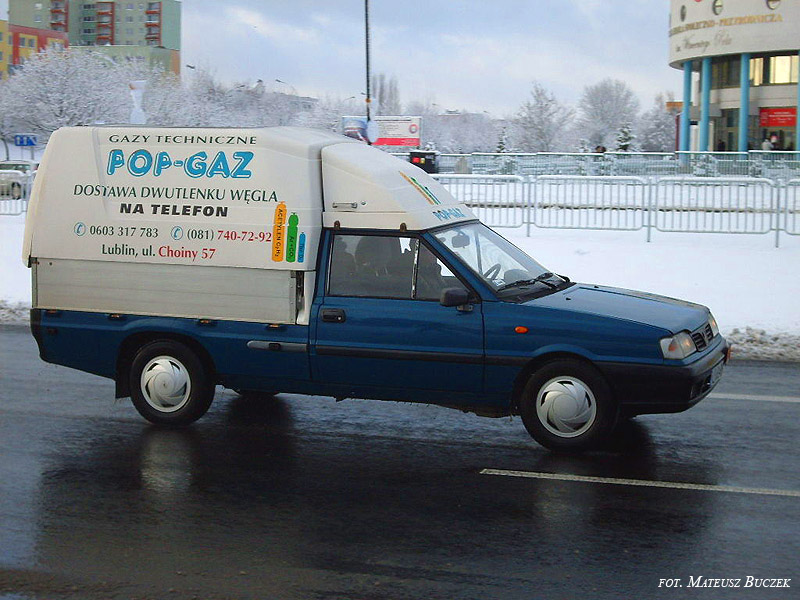
Polonez Truck Plus
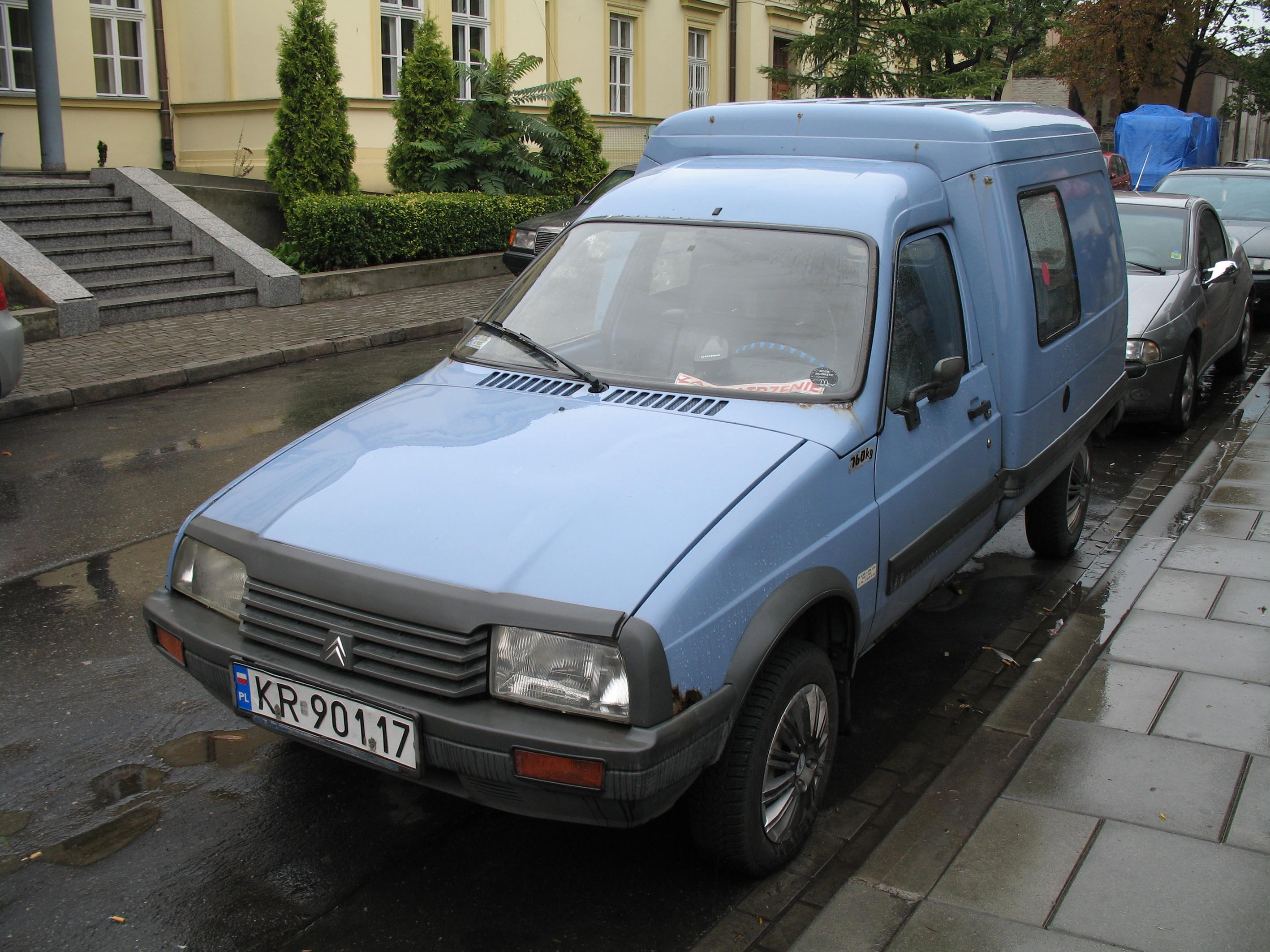
Citroën C15
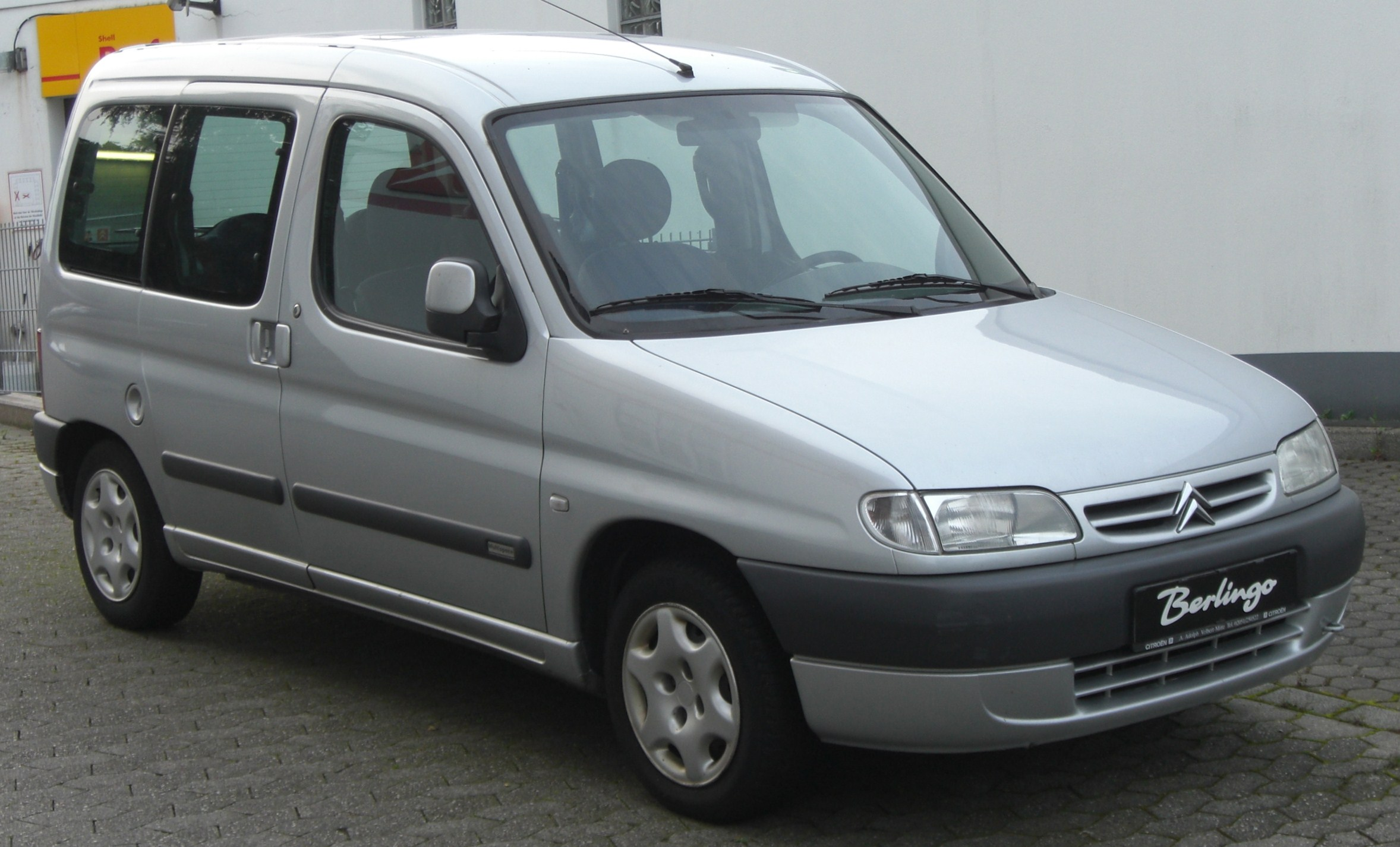
Citroën Berlingo I